# Donut (ウェブブラウザ)
Donut（ドーナツ）は、オープンソースのIEコンポーネントブラウザである。Microsoft Windows上で動作する。特徴としてはタブブラウザであることなどが挙げられる。

## Donutの特徴
単機能だが使いやすいインタフェースで、Internet Explorer とほぼ同じ操作感を持つ。
動作が軽く安定性があるが、現在は開発が停止されているため最近のタブブラウザと比較すると、機能面で劣る部分も多い。しかしソースコードが公開されているので、有志達により様々な改良が加えられ機能の充実がなされている。

## Donutの亜種
代表的な Donut の改良版には、
- Donut R - 最初の亜種。
  - Donut R(by dai, JOBBY) - Donut R開発停止後の改良版。
- Donut RAPT - Donut R の改良版。
  - Donut L - Donut Light の意味。Donut RAPT の作者が Donut RAPT を軽量化したもの。
  - Donut Q - Donut RAPT、Donut L の作者が Donut L を基に Donut RAPT の機能を一部追加し高速化したもの。名称の由来は作者が飼っている猫の名前かららしい（他に Donut Quick などの意味も）。
- Donut P - Donut R とは別系統。高機能として人気だった。
- unDonut (Donut P unOfficial) - Donut P の非公認的改良版。当初は Donut P unOfficial という名称だった。
  - unDonut+ - unDonut release13 test1 からの派生.
  - unDonut+mod - unDonut +4 からの派生.
  - unDonut+mod(by rain) - unDonut+mod. 1.48 からの派生.

などがあり、それぞれに特徴がある。これら Donut をベースとして制作されたものは Donut Family と呼ばれている。

## Donutの綴り
食品としてのドーナツの綴りは"doughnut"が正しい。 Donut は doughnut のアメリカ英語での通称であるほか、『Why Don't you use WTL?』の略と言われている。